# Katherine Paterson
Katherine Paterson (Kína, Csiangszu, 1932. október 31. –) amerikai írónő, leginkább a gyermekkönyveiről híres. 1975 és 1980 közt publikált négy különböző könyvével 2 Newbery medált és két Nemzetközi Könyvdíjat nyert. Egyike annak a négy embernek, aki két jelentős nemzetközi díjat is megnyert: "a gyermekirodalomhoz való tartós hozzájárulásáért" 1998-ban megkapta a Hans Christian Andersen Írói Díjat, valamint karrierje elismeréseként a "gyermekek-, és fiatal felnőttek számára készült irodalomban betöltött szerepéért" elnyerte a Astrid Lindgren-emlékdíjat a Svéd Művészeti Tanács díját 2006-ban (ez utóbbi a legrangosabb, gyermekirodalmi téren kapható elismerés). 2011 és 2012 között ő volt az évente cserélődő nagyköveti poszt, a National Ambassador for Young People's Literature (Fiatal Emberek Irodalmának Nemzetközi Nagykövete) gazdája. 2013-ban megkapta a Laura Ingalls Wilder medált az Amerikai Könyvtáros Szövetségtől.

## Gyermekkora
Katherine Womeldorf néven született Kína Csiangszu tartományában, Huai'anban, George és Mary Womeldorf keresztény misszionáriusok gyermekeként. Édesapja a Sutton 690 nevű leányiskola igazgatója volt, misszionáriusi teendőinek köszönhetően beutazta Kínát. A Womeldorfok kínaiak szomszédságában éltek, beilleszkedve a kínai kultúrába. Amikor Katherine 5 éves volt, családját rákényszerítették, hogy elhagyja az országot, az 1937-ben kitört második kínai–japán háború következtében, amelynek során Japán lerohanta Kínát. Ekkor a Virginia állambeli Richmondba költöztek egy rövid időre, mielőtt visszatértek volna Sanghajba. 1940-ben ismét menekülni kényszerültek, ezúttal Észak-Karolina felé vették útjukat.
Összességében George Womeldorf munkája és a Kínában dúló háború végett 1937 és 1950 között 13 alkalommal változtattak lakhelyet.

## Felsőoktatás
Az első nyelv, amelyet Paterson megtanult, a kínai volt, így kezdetben problémát okozott neki az angol nyelvű olvasás és írás. Miután megbirkózott ezekkel a nehézségekkel, 1954-ben summa cum laude eredménnyel diplomát szerzett angolból a Tennessee állambéli Bristolban fekvő King College egyetemen. Ezután egy évet tanítással töltött egy virginiai általános iskolában, mielőtt ledoktorált volna. A Keresztény Presbiteriánus Iskolában (Richmondban) kapott diplomát, ahol a Bibliát és a keresztény nevelési elveket tanulmányozta. Paterson szeretett volna misszionáriusként tevékenykedni Kínában, azonban az ország határai zárva voltak a nyugatiak előtt. Egy japán barátja invitálására inkább Japánba ment, ahol misszionáriusként és keresztény oktatóként dolgozott. Japánban tartózkodása alatt a kínai és japán kultúrát tanulmányozta, amely komoly hatással volt első írásaira.

## Magyarul megjelent művei
- A Nagy Gilly Hopkins (The Great Gilly Hopkins), Göncz Árpád fordítása, Kovács Tamás rajzaival, Budapest, Móra Ferenc Ifjúsági Könyvkiadó, 1986 (Piknik könyvek); illusztrálta Beleznai Kornél, Budapest, Animus, 2002 (Andersen-díjas írók) – rádiójátékként is
- Híd a túlvilágra (Bridge to Terabithia), Petrőczi Éva fordítása, Molnár Péter rajzaival, Budapest, Móra Ferenc Ifjúsági Könyvkiadó, 1990 (Piknik könyvek)
- Csillagnéző (The Same Stuff as Stars), Mátrai Edit fordítása, Budapest, Animus, 2005 (Andersen-díjas írók)
- Híd Terabithia földjére (Bridge to Terabithia); ford. Novák Gábor; Beholder, Bp., 2007